# Amo Jesús de Yanaconas
El Amo Jesús de Yanaconas es una escultura religiosa del culto católico que se venera en la Capilla doctrinera de Yanaconas, ubicada en el barrio homónimo de la ciudad de Popayán, Colombia. El Amo Jesús es el santo patrón de la parroquia y de los habitantes de este lugar. Corresponde al estilo barroco y esta elaborada en madera policromada, talla atribuida al círculo del maestro José Olmos (Pampite) de la escuela quiteña posiblemente en el siglo XVIII. 
Es una escultura completa y hecha para vestir que representa a Jesús de Nazaret que reina para ejercer su misericordia sobre sus devotos, manteniendo los signos de su pasión. Razón por la cual se ha relacionado con el pasaje bíblico del evangelio de Juan (19:5) cuando Jesucristo es presentado por Poncio Pilatos al pueblo con las palabras "este es el hombre" traducidas al latín como "Ecce Homo".
Su festividad se ha convertido en una de las más importantes en la ciudad de Popayán, la cual se realiza anualmente el último sábado del mes de mayo, antecedido por el rezo del novenario, llevándose a cabo diversos actos religiosos y culturales.

## Historia

### Fundación de Yanaconas
En 1536 Sebastián de Belalcázar en su campaña de conquista y fundación de Popayán trajo desde el norte del Perú, unos indios de raza Incaica los cuales fueron utilizados como esclavos para cargar armamento y víveres durante la expedición. Al lograrse la fundación de Popayán en 1537, Sebastián de Belalcázar partió de esta ciudad para digerirse hacia el norte de Colombia en busca de El Dorado dejando a los indios libres, los cuales se establecieron alrededor de Popayán y estos fundaron los pueblos de Julumito, Santa Bárbara, Poblazón, Calibío, Puelenje y Yanaconas.
Según escritura de 2 de octubre de 1561, ratificada por una provisión de la Real audiencia de Quito y por testimonios tomados en 1570, confirman que las tierras de Yanaconas le fueron dadas al Obispo Don Juan Valle, quien las compró a Francisco de Belalcázar (hijo de Sebastián de Belalcázar) y que le volvió a vender al mismo, reservando el rincón en que había fundado el pueblo para dichos indios. Amparando así los derechos de los indios contra Francisco.
Hernando Yanaconas, hijo de Alonso Palta, cacique de Yanaconas, pidió el 28 de abril de 1577 ante el alcalde Ordinario de Popayán Capitán Cristóbal de Carrera, el cumplimiento de la Real audiencia de Quito y el 3 de septiembre del mismo año el Gobernador Sancho García del Espinar, vistos los autos, dio su mandamiento de amparo en favor de los Yanaconas, quienes habían reclamado porque Francisco de Belalcázar hizo construir un tejar en tierras que les había reservado el obispo Juan del Valle, tejar que la Audiencia mandó demoler. Las tierras que habían negociado el Obispo y don Francisco iban hasta el Ríogrande (Cauca) y del otro lado comprendían también cierta extensión por los lados de Popayán.

### Construcción del templo
Cuando llegó el primer obispo de Popayán, Don Juan del Valle, observó que se cometían muchos abusos contra los nativos por parte de los encomenderos y gobernantes, esto lo motivo a fundar escuelas e iglesias con permiso del Cabildo de Popayán en donde enseñaba a los indígenas a leer, escribir y contar además de oficios varios como la fabricación de ladrillo y teja.
Este templo ha resistido los diferentes terremotos que han afectado a la ciudad (1736–1827–1885–1906–1983), pero no se ha mantenido su arquitectura original (siglo XVII). Alberga muchas obras de arte religioso como Su Altar mayor (con un retablo labrado en madera, elaborado en el siglo XVIII), imágenes religiosas como La Virgen Apocalíptica (siglo XVIII), Nuestra Señora de los Dolores de Yanaconas (Imagen quiteña. siglo XVIII) entre otros. Cuenta también con frescos alusivos a flores, frutos y ángeles en su interior que datan del siglo XVIII.
El obispo Juan del Valle, trae a la diócesis la orden de los Dominicos reconocidos por su labor en defensa del indígena. Y a quienes se les ha atribuido la devoción al Amo Jesús en esta parte del país.

### Devoción a la Virgen de Chiquinquirá
Según padrón hecho el 9 de julio de 1782, Yanaconas tenía por nombre oficial "Nuestra Señora de Chiquinquirá de Yanaconas"; Dato que se podría asociar la presencia de los dominicos presentes desde el siglo XVI en esta zona y quienes hicieron traer un óleo de la Virgen de Chiquinquirá pintado sobre una tabla de 40 x 64 cm, para la iglesia de este lugar en el siglo XVIII.
Al ser este un Pueblo de indios, desde su conformación contó con lo que se denominó "Mandondes de indígenas" (Alcalde, gobernador y alguacil) quienes eran los encargados del control social y las necesidades en su comunidad. Esto se puede confirmar en los manuscritos originales que se encuentran el Archivo Histórico de la Universidad del Cauca en Popayán.

## Festividad
La fiesta patronal se celebra en el mes de mayo cuando se convoca a las comunas y barrios aledañas a Yanaconas como Los Hoyos, para la realización de varios actos litúrgicos como una rogativa en torno a la novenario, por lo que el Amo Jesús junto a Nuestra Señora de los Dolores procesionan por las diferentes calles del barrio denotando la gran devoción que recibe la imagen por la feligresía.
El día de la fiesta, el Arzobispo de Popayán acude a la Capilla Doctrinera de Yanaconas a presidir la solemne eucaristía en honor al Amo Jesús de Yanaconas que se celebra en la explanada y parque central frente al templo y posteriormente se realiza la procesión.

## Semana Santa
El Amo Jesús ha cumplido un rol protagónico en las centenarias celebraciones de Semana Santa desde el inicio, ya que según expertos El Nazareno de la Ermita fue una de las primeras imágenes en salir en desfile para las primitivas procesiones desde fines del siglo XVI. Por lo que para rendir homenaje a tal tradición, desde el año 2022, el arquitecto Luis Eduardo Ayerbe logró que el Amo Jesús de Yanaconas saliera a desfilar durante la recién rescatada Procesión de la Institución de la Eucaristía, como sustitución del Santo Ecce Homo de Cargachiquillo.
El Amo Jesús de Yanaconas sale en la procesión de este día:
- El Lunes Santo: Durante la Procesión de la Institución de la Eucaristía con sede en la Iglesia de El Carmen, el Amo Jesús de Yanaconas sale como su propio paso, situándose entre los pasos de Santo Tomás por enfrente y La Cruz a Cuestas por detrás. Estando presidido hacia delante por el Coro Gregoriano Et in Terra Pax y el Sacerdote de la Parroquia Amo Jesús de Yanaconas (Representante delegado del clero por la Arquidiócesis de Popayán)

## Rogativa por la Paz del Cauca
La Rogativa por la Paz del Cauca tuvo lugar durante la Solemnidad de Jesucristo, Rey del Universo del 24 al 26 de noviembre de 2023 en el Centro Histórico de Popayán, capital del Cauca, Colombia, con motivo de implorar por el cese de hostilidades y de violencia a lo largo de todo el departamento, además de contribuir a la Paz en todo el país.
Este acontecimiento tuvo un carácter único y nunca antes visto en la historia payanesa, con la finalidad de reunir en torno a la devoción solemne a Jesucristo en sus advocaciones de Amo Jesús de Yanaconas (Por ser el santo patrono de uno de los barrios (antiguo corregimiento) de la ciudad) y Santo Ecce Homo que es especialmente extendida en el departamento, cuyos fieles siempre han tenido un especial cariño y fe a Jesús como Salvador y Rey del Universo.

### Exposición del Amo Jesús de Yanaconas

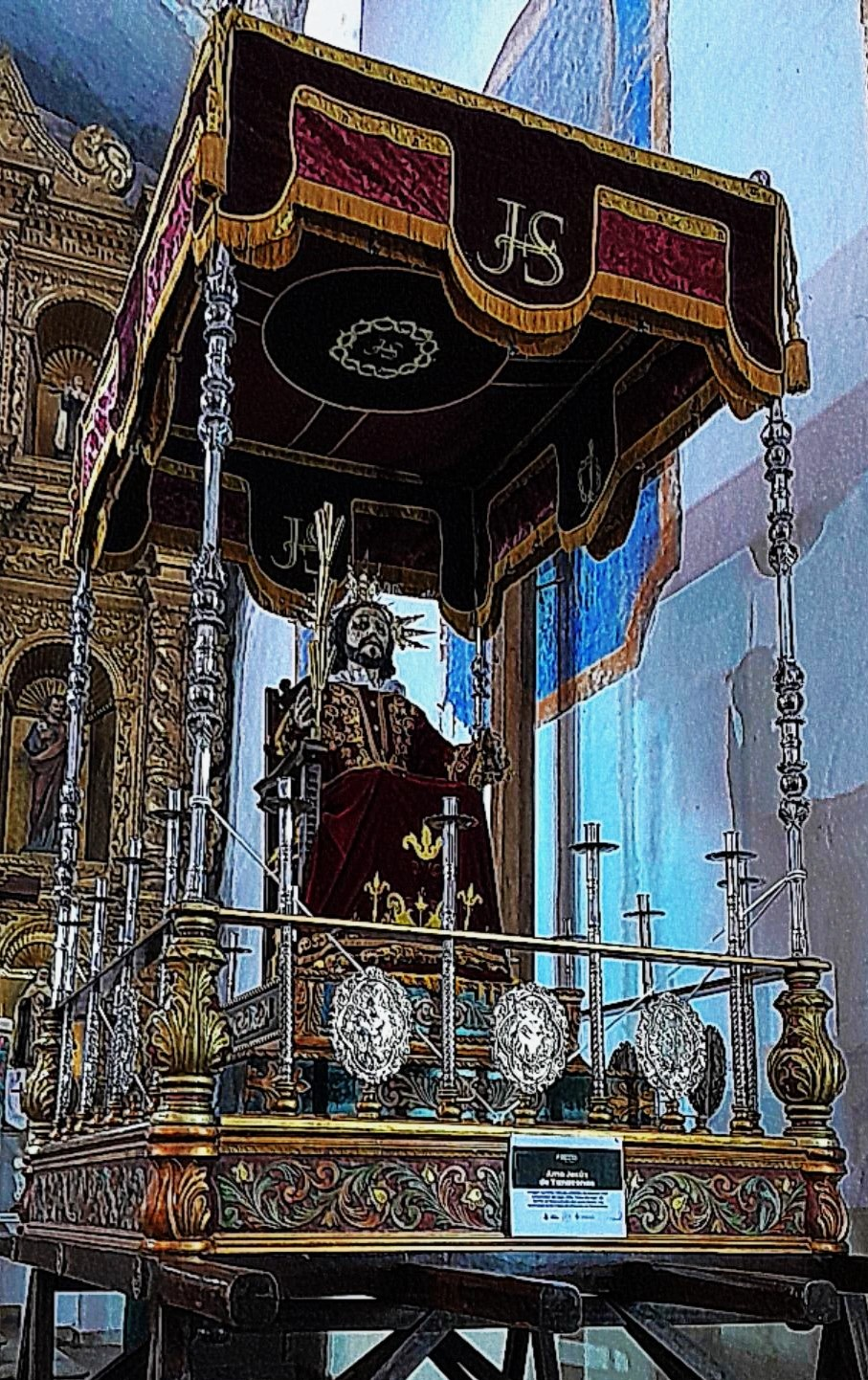
Amo Jesús de Yanaconas durante su exposición el 25 de noviembre en la Iglesia de El Carmen

Se realizó el día sábado 25 de noviembre 9:00 a. m. hasta las 6:00 p. m. El paso de El Amo Jesús de Yanaconas fue expuesto para veneración pública dentro de su santuario principal en la Iglesia de El Carmen.

### Eucaristía por la Reconciliación y la Paz del Cauca
Tuvo lugar en la Catedral Basílica de Nuestra Señora de la Asunción a las 9:00 a. m., siendo presidida por el arzobispo de Popayán, Omar Alberto Sánchez Cubillos en concelebración con todos los sacerdotes de las parroquias e iglesias de los lugares de donde provienen todas las advocaciones de Cristo presentes en el Parque Caldas, trasladadas ahí desde las 8 a. m. para la eucaristía.
Teniendo como una de sus imágenes principales al Amo Jesús de Yanaconas que se ubicó en la explanada del templo catedralicio.

### Gran Procesión por la Paz del Cauca
El paso de El Amo Jesús de Yanaconas se ubicó en penúltima posición, situándose entre los pasos de El Santo Ecce Homo de Julumito por enfrente y El Santo Ecce Homo de Belén por detrás, estando también presidido hacia delante por el Cura Párroco de Yanaconas y el Estandarte de la Fundación Junta Amo Jesús de Yanaconas, portado por sus miembros y síndicos.